# تشارلز بال
تشارلز بال (بالإنجليزية: Charles Ball)‏ هو سياسي أمريكي، ولد في 4 أبريل 1819 في مقاطعة ساراتوغا في الولايات المتحدة، وتوفي في 4 مارس 1903 في تشيكو في الولايات المتحدة.